# Ferdinand Leitner
Ferdinand Leitner (Berlin, 4 mars 1912 – Zurich, 3 juin 1996) est un chef d'orchestre allemand.

## Biographie
Ferdinand Leitner étudie la composition avec Franz Schreker et la direction avec Julius Prüwer (de) (1926–1931), un élève de Brahms et Richter ; puis avec Artur Schnabel et Karl Muck à l'Académie de musique de Berlin. Il est aussi élève de Robert Kahn. Débutant comme pianiste, il accompagne notamment des chanteurs ainsi que le violoniste Georg Kulenkampff et le violoncelliste Ludwig Hoelscher. Avec l'aide de Fritz Busch, il s'oriente vers la direction d'orchestre. Busch le prend comme assistant à Glyndebourne en 1935.  
Il commence sa carrière de chef, en dirigeant le Nollendorfplatz Theater à Berlin, de 1943 à 1945 ; à Hanovre de 1945 à 1946 ; à Munich de 1946 à 1947 ; et en 1947, il est directeur de la musique de l'opéra de Stuttgart. Durant vingt ans, il transforme Stuttgart en haut lieu européen de l'opéra. Il dirige nombre de productions de Günther Rennert et de Wieland Wagner et donne les premières de Carl Orff : Oedipus der Tyrann en 1959 et Prometheus en 1968.
En 1969, il quitte son poste pour l'Opéra de Zurich, jusqu'en 1984. En outre, il succède à Erich Kleiber en 1956, en tant que chef invité du Teatro Colón à Buenos Aires. De 1976 à 1980, il travaille comme chef de l'Orchestre de la Résidence de La Haye. Entre 1986 et 1990, il est premier chef invité de l'Orchestre symphonique de la RAI de Turin et enseigne à l'Académie Chigiana de Sienne.
Il est reconnu comme un grand directeur d'opéra. Ses compositeurs préférés sont Wagner, Richard Strauss, Mozart, mais il a beaucoup d'affinité également avec les symphonies de Bruckner et Karl Amadeus Hartmann. Pour le XXe siècle, il joue Karl Amadeus Hartmann, Carl Orff, Werner Egk, les opéras de Berg, et ses contemporains Bernd Alois Zimmermann et Aribert Reimann.
Parmi plus de 300 enregistrements, figure un fameux Doktor Faust de Ferruccio Busoni et les Antigonae et Prometheus de Orff et une non moins fameuse intégrale des concertos pour piano de Beethoven aux côtés de Wilhelm Kempff.

## Créations
- Giselher Klebe, Ein wahrer Held (1975)
- Carl Orff, Œdipus der Tyrann (1959)
- Hermann Reutter, Don Juan et Faust (1950)
- Hermann Reutter, Hamlet (1980)
- Werner Egk[1]